# Macon (Geórgia)
Macon é uma cidade localizada no estado americano de Geórgia, no Condado de Bibb, fundada em 1806. 
Localizada perto da linha de queda do rio Ocmulgee, Macon tinha uma população estimada em 2019 de 153.159. É a principal cidade da Área Estatística Metropolitana de Macon, que tinha uma população estimada de 228.914 em 2017. Macon também é a maior cidade da Área Estatística Combinada (CSA) Macon-Warner Robins, uma área comercial maior com cerca de 420.693 residentes em 2017; a CSA faz fronteira com a área metropolitana de Atlanta, ao norte.
Em um referendo de 2012, os eleitores aprovaram a consolidação dos governos da cidade de Macon e do condado de Bibb, e Macon se tornou a quarta maior cidade da Geórgia (logo depois de Colombo). Os dois governos se fundiram oficialmente em 1º de janeiro de 2014.